# Théâtre académique d'opéra et de ballet (Nijni Novgorod)
Pour les articles homonymes, voir Théâtre académique d'opéra et de ballet.
Résidence
Le théâtre académique national d'opéra et de ballet Pouchkine de Nijni Novgorod (Нижегородский государственный академический театр оперы и балета имени А. С. Пушкина) est un théâtre situé à Nijni Novgorod (Russie) consacré à l'opéra et au ballet et fondé en 1931 sous le nom de théâtre d'opéra et de ballet de Gorki (nom de la ville à l'époque soviétique). Il reçoit le nom de Pouchkine, le 10 décembre 1937 et le titre honorifique d'académique en 1994.

## Historique

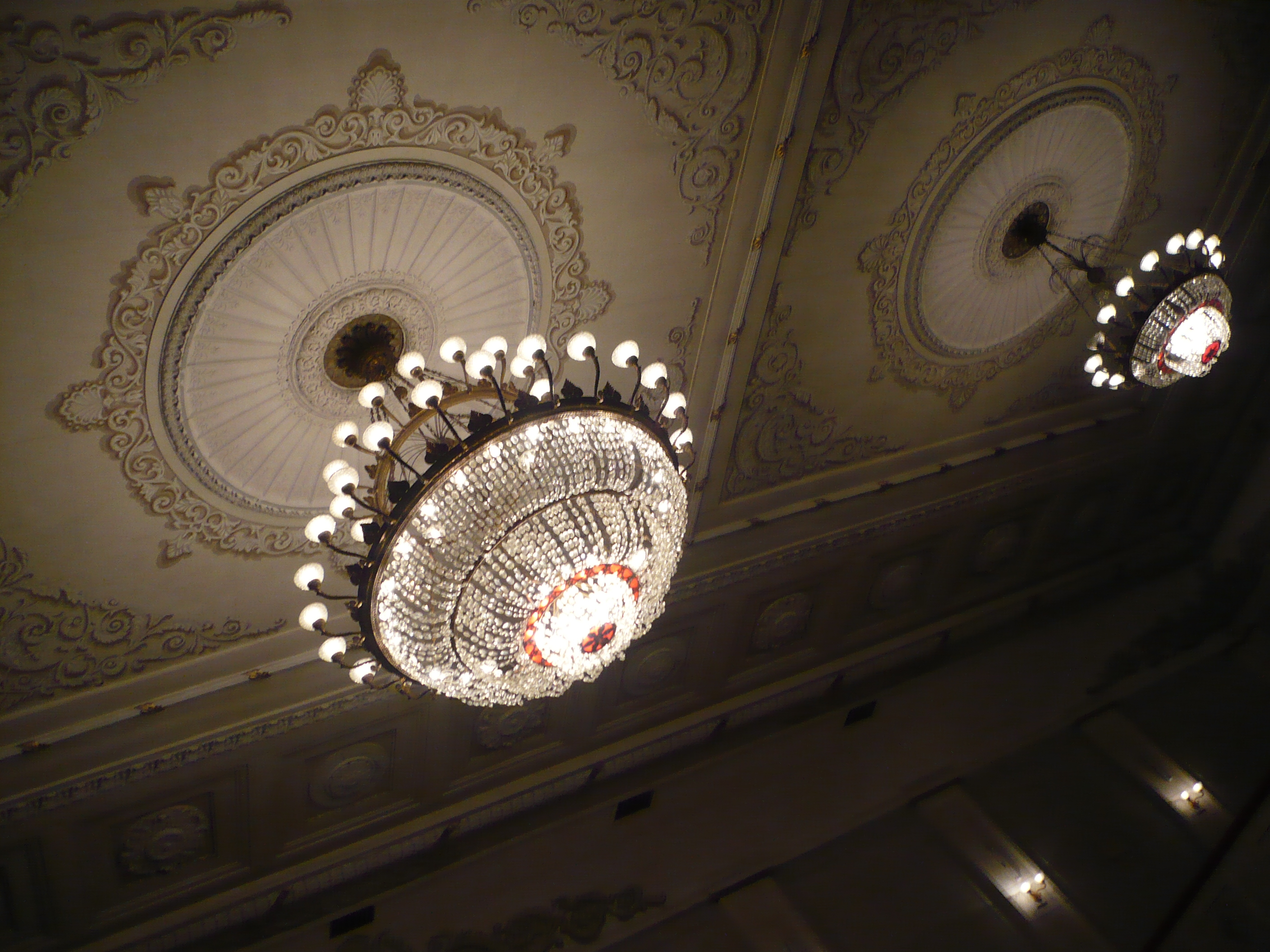
Lustres de la salle de théâtre

Le soviet municipal de la ville prend la décision en 1931 de fonder un opéra, le théâtre dramatique et la Maison du Peuple n'étant plus suffisants. Il est donc ordonné de détruire la Maison du Peuple construite par Pavel Malinovski en 1903 et d'y construire un nouvel édifice qui est achevé en 1935. il ouvre ses portes avec une représentation du Prince Igor de Borodine. La saison continue avec Eugène Onéguine, Aida, Rigoletto, La Fiancée du tsar, Le Barbier de Séville, Paillasse et les ballets Don Quichotte et Le Lac des cygnes, ainsi qu'un divertissement de ballet. La troupe se compose alors de 45 solistes d'opéra, 50 musiciens d'orchestre, 53 artistes de ballet et 57 choristes.
La vie du théâtre est marquée par Boris Pokrovski qui y travaille en tant que metteur en scène de 1937 à 1943 et régisseur principal à partir de 1941.

## Répertoire

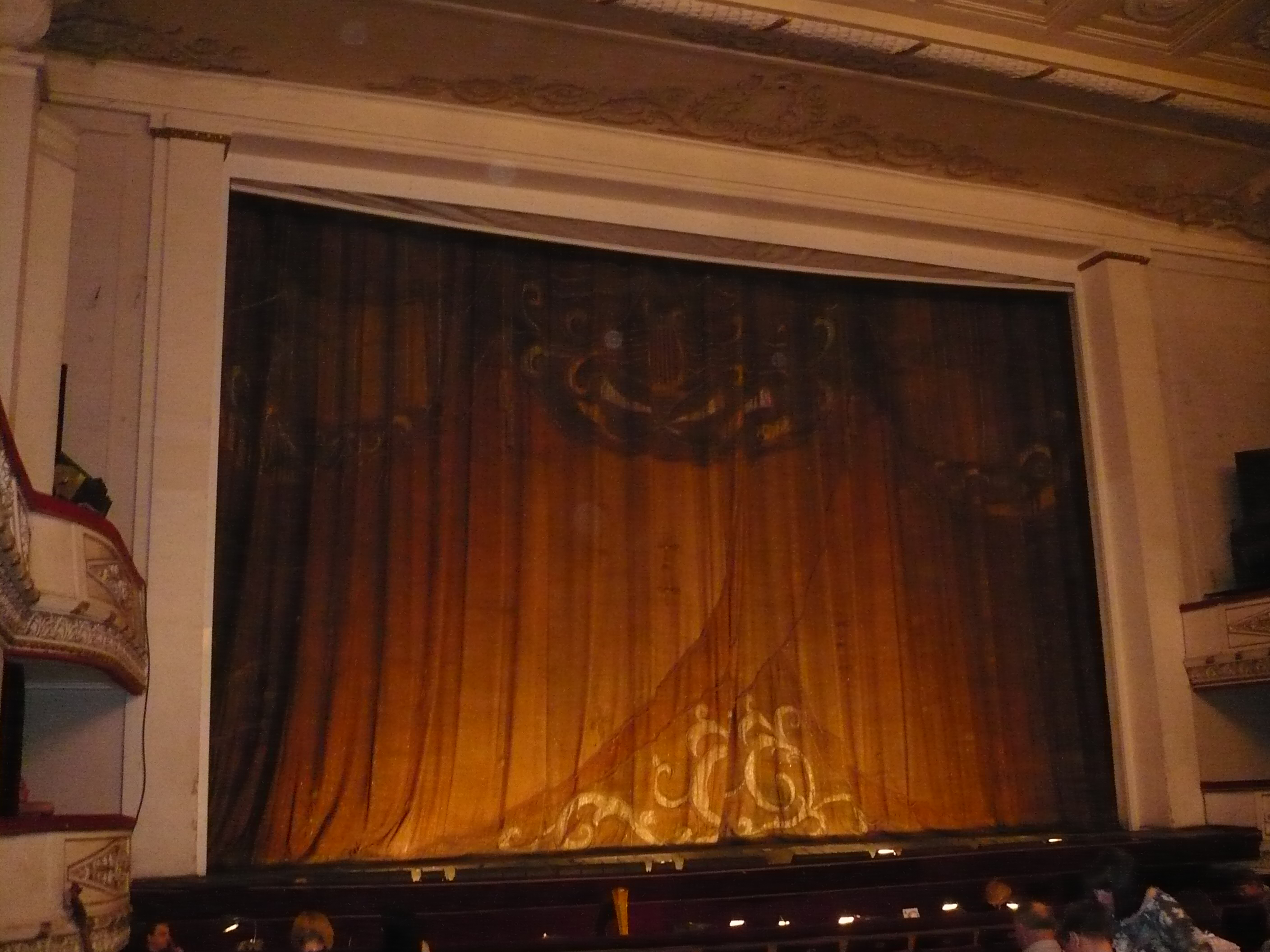
Rideau de scène du théâtre

Le répertoire du théâtre inclut des œuvres classiques, certaines peu jouées, comme Les Nijénovgorodiens de Napravnik, Judith de Serov, Les Huguenots de Meyerbeer, Fra Diavolo d'Auber, Lakmé de Delibes, La Fille du cardinal d'Halévy, etc. Tous les grands opéras de Glinka sont représentés, ainsi que ceux de Dargomyjski, de Moussorgski et les ballets et opéras de Tchaïkovski.
Des auteurs plus contemporains font également partie du répertoire, comme Prokofiev, Stravinsky, Chostakovitch, Khrennikov, Kabalevski, Krein, Tchoulaki, Glière, Gerschwin, Khatchatourian, Petrov, Rybnikov ou Amirov.
Le répertoire inclut aussi des œuvres de compositeurs nijénovgorodiens, comme par exemple Stepan Razine et Foma Gordeïev d'Alexandre Kassianov, le ballet Timour et les opéras Quand volent les cigognes et Pastorale moderne d'Arkadi Nesterov. C'est ici que fut jouée pour la première fois la cantate de Boris Guetselev Sauve-moi, mon talisman.
Depuis 1986, se tient tous les ans à l'opéra de Nijni Novgorod un festival d'automne qui accueille des chanteurs et des danseurs de tout le pays, ainsi que de l'étranger. Le théâtre fait également des tournées d'opéras en Russie et au-delà des frontières (comme en France en 1993 et  en 1995). Le ballet quant à lui est régulièrement invité en Allemagne, en Italie, aux États-Unis et en Chine.

## Source
- (ru) Cet article est partiellement ou en totalité issu de l’article de Wikipédia en russe intitulé « Нижегородский государственный академический театр оперы и балета имени А. С. Пушкина » (voir la liste des auteurs).